# PAL Express
PAL Express (Philippine Airlines Express) war die Billigflugmarke der Philippine Airlines mit Hauptsitz in Pasay City. Als Drehkreuze nutzte PAL Express den Ninoy Aquino International Airport in Manila und den Mactan-Cebu International Airport in Cebu. Die Gesellschaft bestand bis zum 28. März 2010. Im Zuge einer Umfirmierung der vormaligen Air Philippines in Airphil Express gingen alle Flugrouten und Flugzeuge von PAL Express an die Airphil Express über. Beide Gesellschaften, die PAL sowie auch Airphil Express, gehören mehrheitlich zur Lucio-Tan-Gruppe, welche ihre Billigflugaktivitäten durch diesen Schritt in einer Gesellschaft bündelte.

## Geschichte
Am 15. April 2008 verkündete Philippine Airlines, dass sie die Gründung einer neuen Billigfluggesellschaft unter dem Namen PAL Express plant. In diesem Zusammenhang wurde die Bestellung von 9 Turboprop-Maschinen des Typs De Havilland Canada DHC-8-300 und -400 bekanntgegeben, welche die Anfangsflotte von PAL Express darstellen sollten. Ziel der Fluggesellschaft ist es, mit den kleinen Maschinen vorwiegend inländische Inselziele und kleinere Flughäfen zu bedienen, welche durch die großen Flugzeuge der Philippine Airlines nicht bedient werden.
Offiziell ins Leben gerufen wurde PAL Express am 5. Mai 2008 mit einer ersten Route von täglich 8 Flügen zwischen Manila und Caticlan, dem Tor zur beliebten Urlaubsinsel Boracay. In einem nächsten Schritt wurde am 19. Mai 2008 das Drehkreuz am Mactan-Cebu International Airport eröffnet und die neuen Routen von Cebu nach Caticlan, Bacolod, Tacloban, Butuan und General Santos gestartet. Am selben Tag wurde ab Manila ein täglicher Flug nach Busuanga auf Palawan in den Flugplan aufgenommen. In den folgenden Monaten kamen weitere Ziele hinzu, so dass dann bereits am 18. September 2008 regelmäßig 21 Routen bedient wurden, 11 davon ab Cebu und 10 ab Manila.
Die Flüge der PAL Express wurden auch von Air Philippines mit vermarktet. Zwischen Philippine Airlines (PAL) und Air Philippines bestanden enge Verbindungen, nachdem mittlerweile beide Gesellschaften mehrheitlich zur Lucio Tan Gruppe gehörten. So wurde die zuvor bereits mit De Havilland DHC-8-Turboprop-Maschinen von Air Philippines bediente Strecke Manila-Caticlan zum Start von PAL Express übernommen.
Am 1. Juli 2009 wurde PAL Express an das Vielfliegerprogramm „Mabuhay Miles“ der Philippine Airlines angeschlossen, so dass fortan nun auch auf den PAL Express Routen Bonusmeilen gesammelt werden konnten. Es war angedacht, Davao City als drittes Drehkreuz einzurichten.

## Flugziele
PAL Express bediente folgende Flughäfen auf den Philippinen:
Luzon
- Busuanga (Francisco Reyes Airport)
- Cauayan City (Cauayan Airport)
- Manila (Ninoy Aquino International Airport) – Drehkreuz
- San Jose (Occidental Mindoro) (McGuire Field)
- Tuguegarao (Tuguegarao Airport)
- Virac (Virac Airport)

Visayas
- Bacolod (Bacolod-Silay City International Airport)
- Calbayog (Calbayog Airport)
- Catarman (Catarman National Airport)
- Caticlan (Godofredo P. Ramos Airport) – von 2009 bis 2010 aus Sicherheitsgründen Ausweichflughafen Kalibo.
- Cebu (Mactan-Cebu International Airport) – Haupt-Drehkreuz
- Ormoc (Ormoc Airport)
- Tacloban (Daniel Z. Romualdez Airport)

Mindanao
- Butuan (Bancasi Airport)
- Cagayan de Oro (Lumbia Airport)
- Davao (Francisco Bangoy International Airport)
- Dipolog (Dipolog Airport)
- General Santos (General Santos International Airport)
- Ozamiz (Labo Airport)
- Surigao (Surigao Airport)
- Zamboanga (Zamboanga International Airport)

## Flotte

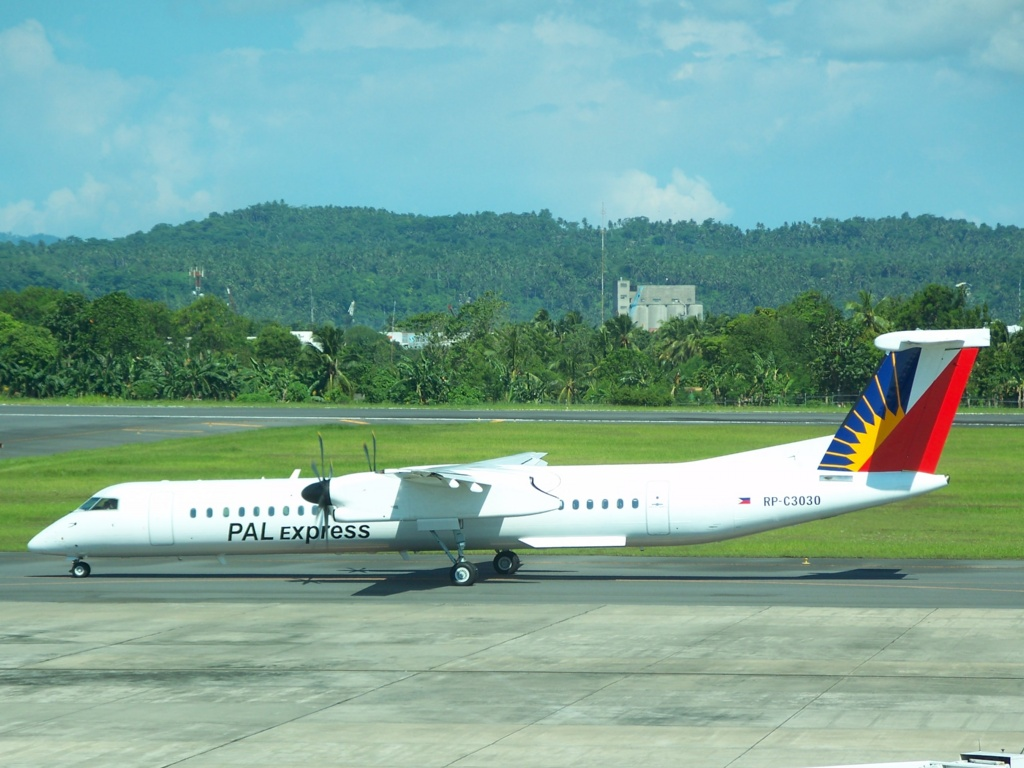
PAL Express De Havilland DHC-8-400 auf dem Flughafen von Davao City.

Mit Stand vom 1. Juli 2008 bestand die Flotte von PAL Express aus 8 Flugzeugen:
- 3 De Havilland DHC-8-300
- 5 De Havilland DHC-8-400

Bei den eingesetzten Flugzeugen handelte es sich ausschließlich um Turboprop-Maschinen des Typs DHC-8 des kanadischen Herstellers Bombardier Aerospace. Die Modelle DHC-8-300 verfügen über 50 Sitzplätze, eine Frachtkapazität von 1,1 to und eine Reichweite von 1819 Kilometer. Die größeren DHC-8-400 kommen auf 76 Sitzplätze, eine Frachtkapazität von 2,1 to und eine Reichweite von 2826 Kilometer.

## Zwischenfälle
- Am 11. August 2008 geriet eine DHC-8-400 der PAL Express, unterwegs mit 75 Passagieren und 3 Crewmitgliedern an Bord, nach einer sicheren Landung auf der Landebahn 04 des Catarman Airport mit dem Vorderrad in eine weiche Stelle auf der Landebahn. Niemand wurde bei dem Zwischenfall verletzt.[6]
- Am 15. November 2008 musste eine andere De Havilland Canada DHC-8-400, unterwegs von Zamboanga nach Davao City, auf dem Davao International Airport aufgrund von Problemen mit dem Fahrwerk eine Notlandung durchführen. Niemand an Bord wurde dabei verletzt und das Flugzeug konnte sicher landen.